# August Kjellberg (musiker)
Carl August Kjellberg, född 5 december 1851 i Gillberga socken, Värmlands län, död 2 maj 1899 i Stockholm, var en svensk musiker.
Kjellberg studerade vid musikkonservatoriet i Stockholm 1872–1877, var fagottist i Kungliga Hovkapellet 1873–1891 samt blev musikdirektör vid Västmanlands regemente 1880 och vid Göta livgarde 1887.